# Asbecasit
Asbecasit ist ein sehr selten vorkommendes Mineral aus der Mineralklasse der „Oxide und Hydroxide“. Er kristallisiert im trigonalen Kristallsystem mit der idealisierten chemischen Zusammensetzung Ca3(Ti,Sn4+)Be2(AsO3)6(SiO4)2 und ist damit chemisch gesehen ein Calcium-Titan-Beryllium-Arsenit-Silikat, genauer ein Arsenit mit zusätzlichen Anionen und ohne zusätzliches H2O.
Asbecasit bildet hauptsächlich nach dem Basispinakoid dünn- oder dicktafelige, rhomboedrische Kristalle von maximal 2 cm Größe, die in den meisten Fällen zu radialblätterigen, fächerförmig angeordneten Aggregaten verwachsen sind.
Die Typlokalität des Asbecasits ist das Gebiet Wannigletscher – Westflanke des Scherbadung (Monte Cervandone) (Koordinaten des Gebietes Wannigletscher-Scherbadung) im Kriegalptal, einem sich nach Südosten erstreckenden Seitental des Binntals im Kanton Wallis in der Schweiz.

## Etymologie und Geschichte

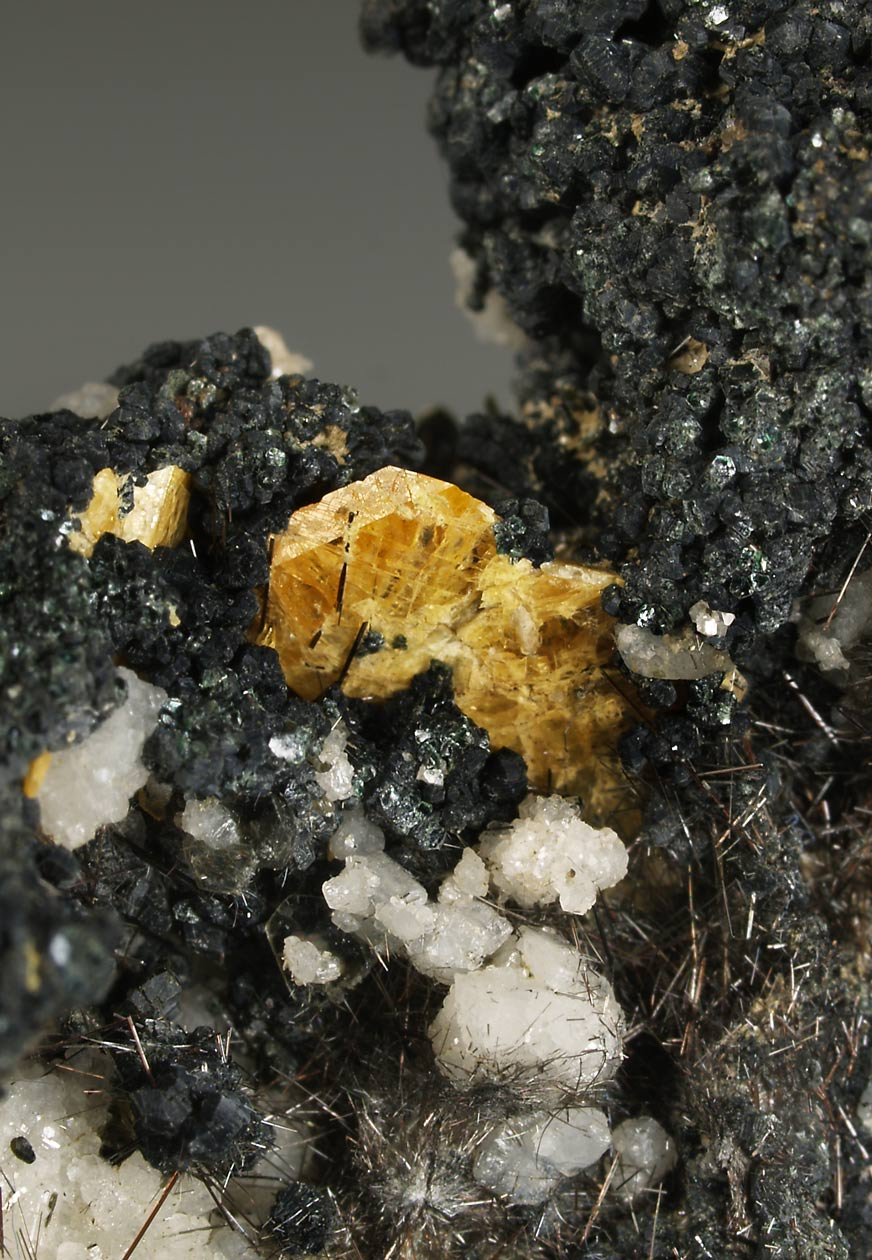
Asbecasit in Begleitung von Chlorit und feinen Schörl- bzw. Dravit-Nadeln. Wannigletscher-Scherbadung-Gebiet, Kriegalptal, Binntal, Wallis, Schweiz (Größe: 6,5 cm × 4,8 cm × 2,6 cm)

Am 16. September 1963 fand der schweizerische Mineraloge und spätere Professor am Mineralogisch-Petrographischen Institut der Universität Basel Stefan Graeser in Klüften der Zweiglimmergneise der nach dem Monte Leone benannten Monte-Leone-Decke im Gebiet Wannigletscher – Scherbadung zwei unbekannte Minerale, von denen eines zitronengelbe, 0,5 mm große Tafeln und das andere bis 3 cm große, dunkelbraune kubische Kristalle mit rauen Oberflächen bildet. Bereits nach ersten chemischen und röntgendiffraktometrischen Untersuchungen stellten sich beide als neue Minerale heraus.
Diese Arbeiten standen in Zusammenhang mit Untersuchungen zur Klärung der Herkunft der arsenhaltigen Lösungen, die an der Entstehung der Arsen-Sulfosalze der Lagerstätte Grube Lengenbach beteiligt waren.
Nach intensiven weiteren Untersuchungen wurde das zitronengelbe Tafeln bildende Mineral der International Mineralogical Association (IMA) vorgelegt, die es 1965 als neues Mineral anerkannte. Im Jahre 1966 erfolgte die wissenschaftliche Erstbeschreibung dieses Minerals durch Stefan Graeser im schweizerischen Wissenschaftsmagazin Schweizerische mineralogische und petrographische Mitteilungen als Asbecasit (englisch Asbecasite). Der Autor benannte es nach den Symbolen der wichtigsten an der Zusammensetzung des neuen Minerals beteiligten chemischen Elemente Arsen (As), Beryllium (Be), Calcium (Ca) und Silicium (Si) als AsBeCaSi-t.
Das Typmaterial für Asbecasit (Holotyp) wird unter der Katalognummer SG750 in der Sammlung des Naturhistorischen Museums Basel, Schweiz, aufbewahrt.
Weitere Typstufen befinden sich in den Sammlungen des Muséum national d’histoire naturelle in Paris, Frankreich (Sammlungsnummer 180.40), des Natural History Museum in London, Vereinigtes Königreich (Sammlungsnummer 1966,222), und des National Museum of Natural History in Washington, D.C., USA (Sammlungsnummer 143117).
Die weiteren Funde gelangen zunächst ausschließlich in Italien und der Schweiz. Im Jahre 1985 fand der italienische Amateurmineraloge Francesco Saverio Stoppani bei Arbeiten an einem großen, thermometamorph beeinflussten Auswürfling in „Tre Croci“ bei Vetralla, Vulkanitkomplex Lago di Vico, Provinz Viterbo, Region Latium, Italien, fächerförmige Aggregaten aus dünnplattigen Asbecasit-Kristallen. Von der Ostflanke auf der italienischen Seite des Scherbadung, hier „Monte Cervandone“ genannt, wurden bereits 1991 Asbecasit-Funde aus Quarzgängen im Bereich der Nordostflanke des „Pizzo Bandiera“ gemeldet. Weitere Asbecasit-Funde stammen aus Pegmatitgängen im zentralen Bereich des Monte Cervandone.
Im Jahre 1986 fand der aus Le Locle NE stammende Strahler Alexandre Skrapits im „Gorb“ in der „Lärcheltini-Zone“, ebenfalls im schweizerischen Binntal, in einer alten Anatas-Kluft tafelige Asbecasit-Kristalle von mehreren Millimetern Durchmesser. Im Mättital, einem weiteren Seitental des Binntals, gelangen 1990 Funde von Asbecasit in Form von hellgelben Kristallen und flachsgelben pulverigen Massen. Der niederländische Sammler Ate van der Burgt konnte am Hillehorn-Nordosthang in der ebenfalls im Binntal befindlichen Region „Chummibort“ Asbecasit in Form von bis 1 cm großen Belägen und maximal 2 mm großen Kristallen lokalisieren.

## Klassifikation
In der veralteten 8. Auflage der Mineralsystematik nach Strunz gehörte der Asbecasit zur Mineralklasse der „Oxide und Hydroxide“ und dort zur Abteilung der „Arsenite, Selenite, Tellurite und Jodate“, wo er zusammen mit Armangit, Finnemanit, Magnussonit, Reinerit, Stenhuggarit und Trigonit die Gruppe der „Arsenite“ mit der System-Nr. IV/G.01 bildete.
Im zuletzt 2018 überarbeiteten und aktualisierten Lapis-Mineralienverzeichnis nach Stefan Weiß, das sich aus Rücksicht auf private Sammler und institutionelle Sammlungen noch nach dieser alten Form der Systematik von Karl Hugo Strunz richtet, erhielt das Mineral dagegen die System- und Mineral-Nr. VIII/B.11-40. In der „Lapis-Systematik“ entspricht dies der Klasse der „Silikate und Germanate“ und dort der Abteilung „Inselsilikate mit tetraederfemden Anionen“, wo Asbecasit zusammen mit Carlfrancisit, Dixenit, Kraisslit, Mcgovernit, Turtmannit und Wiklundit eine eigenständige, aber unbenannte Gruppe bildet.
Die seit 2001 gültige und von der International Mineralogical Association (IMA) zuletzt 2009 aktualisierte 9. Auflage der Strunz’schen Mineralsystematik ordnet den Asbecasit zwar in die Klasse der „Oxide und Hydroxide“, dort aber in die neu definierte Abteilung der „Arsenite, Antimonite, Bismutite, Sulfite, Selenite und Tellurite“ ein. Diese ist zudem weiter unterteilt nach der möglichen Anwesenheit von Kristallwasser und/oder zusätzlicher Anionen, so dass das Mineral entsprechend seiner Zusammensetzung in der Unterabteilung „Arsenite, Antimonide, Bismutide, ohne zusätzliche Anionen, ohne H2O“ zu finden ist, wo es als einziges Mitglied die unbenannte Gruppe 4.JB.30 bildet.
Die vorwiegend im englischen Sprachraum gebräuchliche Systematik der Minerale nach Dana ordnet den Asbecasit hingegen in die Klasse der „Phosphate, Arsenate und Vanadate“ und dort in die Abteilung der „Sauren und normalen Antimonite, Arsenite und Phosphite“ ein. Hier ist er als einziges Mitglied in der unbenannten Gruppe 45.01.03 innerhalb der Unterabteilung „Saure und normale Antimonite, Arsenite und Phosphite mit verschiedenen Formeln“ zu finden.

## Chemismus
Eine Mikrosondenanalyse an Asbecasit von der Typlokalität lieferte 12,3 % SiO2; 6,3 % TiO2; 2,1 % SnO2; 1,2 % Al2O3; 58,7 % As2O3; 1,0 % Tl2O3; 2,3 % BeO; 15,4 % CaO (Summe 99,3 %), woraus sich auf der Basis von 20 Sauerstoffatomen die empirische Formel Ca2,67(Ti0,67Sn0,13Tl0,04)Σ=0,84As3+6,67Si2,00Al0,27Be1,00O20 errechnen und zu Ca2Si1,5Be0,75Ti0,5Al0,2Sn0,1Tl0,03(AsO3)5 idealisieren lässt. Diese Idealformel erfordert Gehalte von 11,43 % SiO2; 5,07 % TiO2; 1,92 % SnO2; 1,29 % Al2O3; 62,78 % As2O3; 0,89 % Tl2O3; 2,38 % BeO; 14,24 % CaO (Summe 100,00 %).
An einer antimonhaltigen Asbecasit-Varietät von „Tre Croci“ bei Vetralla wurde eine Zusammensetzung mit 11,34 % SiO2; 3,90 % BeO; 1,02 % FeO; 0,42 % Al2O3; 0,53 % B2O3; 51,95 % As2O3; 7,39 % Sb2O3; 5,68 % TiO2; 0,23 % SnO2; 0,04 % ThO2; 15,69 % CaO (Summe 98,19 %) ermittelt. Auf der Basis von 20 Sauerstoffatomen, 14 Metallionen und einer vollständig wasserfreien Zusammensetzung wurde daraus die empirische Formel (Ca2,989Th0,002)Σ=2,991(Ti0,760Sn0,016Fe0,152)Σ=0,928(As3+5,611Sb0,542)Σ=6,153Si2,017(Be1,666B0,163Al0,088)Σ=1,917O19,995
abgeleitet.
Die Elementkombination Ca–Ti–Be–As–Si ist unter den derzeit bekannten Mineralen einzigartig; damit existieren keine Minerale, die eine ähnliche chemische Zusammensetzung wie Asbecasit aufweisen.

## Kristallstruktur
Asbecasit kristallisiert im trigonalen Kristallsystem in der Raumgruppe P3c1 (Raumgruppen-Nr. 165) mit den Gitterparametern a = 8,318 Å und c = 15,264 Å sowie zwei Formeleinheiten pro Elementarzelle.
Die Kristallstruktur des Asbecasits besteht aus zwei verschiedenen Schichten. Schicht A besteht aus [BeO4]- und [SiO4]-Tetraedern, die über das gemeinsame O4-Atom miteinander verbunden sind, sowie aus trigonalen [AsO3]-Pyramiden am oberen sowie unteren Rand der Schicht. Die Schicht B wird durch [TiO6]-Oktaeder und tetragonale (quadratische) [CaO8]-Antiprismen aufgebaut. Die Antiprismen sind miteinander lediglich über die Ecken verknüpft, allerdings besitzt jedes Antiprisma eine gemeinsame Kante mit einem [TiO6]-Oktaeder. Die Schichten B erstrecken sich parallel (0001) und alternieren mit den Schichten A, so dass eine Stapelfolge … AABAAB … entsteht.
Die erste Kristallstrukturbestimmung des Asbecasits war bereits 1969 von Elio Cannillo und Mitarbeitern vorgelegt worden.
| Kristallstruktur von Asbecasit in kationenzentrierter polyedrischer Darstellung |
| ------------------------------------------------------------------------------- |
| - Standardorientierung - Blickrichtung entlang [001]                            |
| Farblegende: 0 _ Ca 0 _ As 0 _ Ti 0 _ Si 0 _ Be 0 _ O                           |

## Eigenschaften

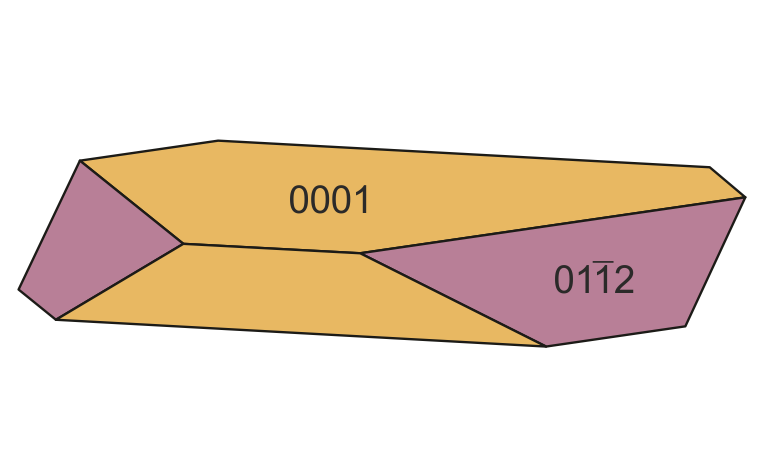
Kristallzeichnung eines dicktafeligen Asbecasit-Kristalls

### Morphologie
Asbecasit findet sich in Form von aufgewachsenen Kristallen häufig in biotitreichen Partien in Klüften im Gneis oder eingewachsen in Calcit.
Er bildet rhomboedrische Kristalle von maximal 2 cm Größe, die nach dem Basispinakoid {0001} dünn- oder auch dicktafelig ausgebildet sind. Einzige weitere Flächenform ist das negative Rhomboeder {0112}. Häufig sind die Kristalle sechseckig mit abschrägenden Rhomboederflächen, gelegentlich finden sich auch isometrische Kristalle. In den meisten Fällen treten die rhomboedrischen Kristalle zu radialblätterigen, fächerförmig angeordneten Aggregaten zusammen. Asbecasit kommt außer in Form von Kristallen auch in pulverigen Massen sowie Belägen von mehreren Quadratzentimetern Größe vor.
Die antimonhaltigen Asbecasite von „Tre Croci“ bilden buch- oder fächerförmige Aggregate aus winzigen idiomorphen plattigen Kristallen mit pseudohexagonalem Habitus.

### Physikalische und chemische Eigenschaften
Asbecasit-Kristalle sind zitronengelb, hellgelb, flachsgelb, orange oder gelblich-olivgrün, während der Farbton der antimonhaltigen Asbecasite von „Tre Croci“ als „custard-yellow“, also Gelb wie Vanillepudding, beschrieben wird. Bereits Stefan Graeser weist darauf hin, dass sich der satt dunkelgelbe Farbton der frischen Asbecasite bei beginnender Verwitterung bzw. Zersetzung zu beige oder weißlich- bis grünlichgelb ändert. Die Strichfarbe der Asbecasit-Kristalle wird hingegen als blassgelb angegeben. Die Oberflächen der durchsichtigen Kristalle zeigen einen hohen Glanz, der als Glasglanz bzw. Harzglanz spezifiziert wurde. Asbecasit besitzt entsprechend dem starken Glanz eine sehr hohe Lichtbrechung (nε = 1,860; nω = 1,830) und eine moderat hohe Doppelbrechung (δ = 0,030). Im durchfallenden Licht ist das Mineral hellgelb und weist keinen Pleochroismus auf.
Asbecasit besitzt eine sehr vollkommene Spaltbarkeit nach dem Rhomboeder {0112} Aufgrund seiner Sprödigkeit bricht er ähnlich wie Quarz, wobei die Bruchflächen muschelig ausgebildet sind.
Das Mineral weist eine Mohshärte von 6,5 bis 7 auf und gehört damit zu den mittelharten bis harten Mineralen, die ähnlich gut wie das Referenzmineral Quarz (Härte 7) Fensterglas ritzen. Die gemessene Dichte für Asbecasit beträgt 3,70 g/cm³, die berechnete Dichte 3,71 g/cm³. Asbecasit zeigt weder im lang- noch im kurzwelligen UV-Licht eine Fluoreszenz.
Asbecasit ist in Salzsäure, HCl, schwer löslich und in Oxalsäure potentiell instabil.

## Bildung und Fundorte
Asbecasit ist ein Sekundärmineral, welches sich aufgrund einer Arsenanomalie in den Zweiglimmergneisen am Wannigletscher bilden konnte. Dabei wurde eine in den Gneisen der Monte-Leone-Decke sitzende präalpine (variszische?) Cu-As-Vererzung mit Tennantit und Chalkopyrit während der Auffaltung der Alpen versenkt und dabei durch eine amphibolitfazielle Regionalmetamorphose überprägt. Heiße hydrothermale Lösungen lösten die Erze teilweise wieder auf. Die arsenhaltigen Erzminerale der primären Vererzung in der Monte-Leone-Decke reagierten mit einem Cl−- und F−-reichen CO2-H2O-Fluid, dessen Herkunft auf die mesozoischen Metasedimente in der Monte-Leone-Decke zurückgeführt wird. Das Arsen oxidierte und wurde vermutlich als H3AsO30-Komplexe transportiert. Diese Lösungen reicherten sich dabei stark mit Arsen an und migrierten, wahrscheinlich entlang von Nordost-Südwest streichenden Bruchsystemen, in Richtung Norden. Die dabei erfolgte Abkühlung führte zur Übersättigung und folglich zur Auskristallisation arsenreicher Minerale. Bei diesen handelte es sich aufgrund der in der Tiefe geringeren Sauerstoffbeteiligung häufig um Arsenite, die im Gegensatz zu Arsenaten mit der funktionellen [As5+O4]-Gruppe die sauerstoffärmere funktionelle [As3+O3]-Gruppe enthalten. Asbecasit stellt neben Cafarsit, Fetiasit und Cervandonit-(Ce) eines dieser in der Natur nur selten auftretenden Arsenit-Minerale dar.
Neben alpinotypen Klüften ist Asbecasit auch in vulkanischen Auswürflingen („Tre Croci“), Pegmatiten („Monte Cervandone“, „Tennvatn-Pegmatit“) und Quarzgängen („Monte Cervandone“) gefunden worden. Es ist sehr bemerkenswert, dass ein Mineral mit einer derart komplexen chemischen Zusammensetzung auf so unterschiedliche Weise gebildet werden kann.
Typische Begleitminerale des Asbecasits sind Chlorit (Rhipidolith), Quarz, Tilasit, Fluorit, Magnetit und Cafarsit (Wannigletscher) sowie Tennantit, Bournonit, Cafarsit, Cervandoneit-(Ce), Fetiasit und Mimetesit (Lärcheltini). In der Typpublikation werden als Parageneseminerale des Asbecasits Magnetit, Hämatit, Titanit, Apatit, Anatas, Malachit, Azurit, ein Fahlerz (Tennantit) und Molybdänit (Polytyp Molybdänit-6H) angegeben. Am „Gischigletscher“ findet sich Asbecasit in Begleitung von Metazeunerit. Asbecasit und Cafarsit können direkt miteinander verwachsen sein.
In den Auswürflingen von „Tre Croci“ sitzt der Asbecasit zwischen Sanidin-Kristallen und wird von Biotit und Augit und den akzessorischen Mineralen Magnetit, Titanit und Sodalith begleitet. Danburit, Vonsenit, Thorit, Betafit, Baddeleyit, Th-reicher Ekanit, Uranothorianit, Zirkon und Kryptomelan können ebenfalls vorhanden sein.
Im norwegischen „Tennvatn-Pegmatit“ findet sich der Asbecasit zwischen Albit-Tafeln der Varietät Cleavelandit und wird von Amazonit, Muskovit, Hämatit, Apatit, Stilbit, Zirkon, Monazit, Kassiterit, Chernovit-(Y) und einem Vertreter der Pyrochlor-Obergruppe begleitet.
Als sehr seltene Mineralbildung konnte der Asbecasit bisher (Stand 2019) erst von ca. zehn Fundpunkten beschrieben werden. Die Typlokalität für Asbecasit ist das Gebiet Wannigletscher – Westflanke des Scherbadung im Kriegalptal, einem sich nach Südosten erstreckenden Seitental des Binntals, Wallis, Schweiz.
Die Typlokalität befindet sich damit auf der schweizerischen Seite des Berges Scherbadung – Monte Cervandone.
Es existieren eine Reihe weiterer Fundorte, von denen sich der größte Teil aber ebenfalls in der näheren oder weiteren Umgebung des Scherbadung – Monte Cervandone befindet und ebenfalls auf die oben beschriebene Remobilisierung der präexistenten präalpinen Cu-As-Vererzung zurückgeht:
- das Gebiet des „Monte Cervandone“ (einschließlich „Conca del Cervandone“ und „Ghiacciaio della Rossa“), insbesondere die Alpe Devero auf dem Gebiet der Gemeinde Baceno, Valle di Devero – Valle Antigorio – Ossolatal, Provinz Verbano-Cusio-Ossola, Region Piemont, Italien[19][18]
- der gleichfalls im Gebiet des „Monte Cervandone“ liegende „Pizzo Bandiera“[19][18]
- der Nordosthang des „Hillehorns“ mit der Lokalität Chummibort, Binntal, Wallis, Schweiz[20]
- der „Gischi-Gletscher“ einschließlich des „Gischihorns“ (italienisch Pizzo Cornera), Kriegalptal, Binntal, Wallis, Schweiz[3]
- der „Gorb“ in der Lärcheltini-Zone, Binntal, Wallis, Schweiz[29][11]
- das „Bortelhorn“ (italienisch Punta del Rebbio) im Steinutal, Simplonpass-Gebiet, Brig bzw. Brig-Glis, Wallis, Schweiz[3]
- „Tre Croci“ bei Vetralla, Vulkanitkomplex Lago di Vico, Provinz Viterbo, Region Latium, Italien[17]
- der „Tennvatn-Pegmatit“ in der Gemeinde Sørfold, Nordland, Norwegen[24][26]

Fundstellen für Asbecasit aus Deutschland und Österreich sind damit unbekannt.

## Verwendung
Asbecasit ist aufgrund seiner Seltenheit nur für den Sammler von Mineralen von Interesse.